# Elton John (álbum)
Elton John es el segundo álbum del cantante y compositor británico Elton John. Suele ser nombrado como su primer trabajo, pero antes grabó Empty Sky, un álbum que no fue famoso. Elton John incluye una de sus canciones más conocidas, " Your Song ", la cual lo ayudó a establecer su carrera y entrar de forma definitiva en la escena musical. Es un trabajo repleto música pop/rock con frecuentes tintes clásicos. En los Estados Unidos fue disco de oro en febrero de 1971 por la RIAA. En el mismo año, fue nominado para el Premio Grammy al álbum del año.
En 2003, el álbum obtuvo el lugar número 468 en la revista Rolling Stone en la lista de Los 500 mejores álbumes de todos los tiempos. El 27 de noviembre de 2012, que fue incluido en el Salón de la Fama de los Grammy como álbum citado como exhibir "importancia cualitativa o histórica".

## Producción
Este fue el primero de una serie de álbumes de John producidos por Gus Dudgeon. Como recordó Dudgeon en una entrevista en la revista Mix, el álbum no tenía la intención de lanzar a John como artista, sino más bien como una colección de demostraciones pulidas para que otros artistas consideraran grabar sus canciones y las del coautor Bernie Taupin. Dos canciones del álbum se abrieron camino en el repertorio de otros artistas en 1970: "Your Song" fue grabada por Three Dog Night como una pista del álbum en su LP It Ain't Easy, mientras que Aretha Franklin lanzó una versión de "Border Song" como un sencillo que alcanzó el puesto 37 en las listas de pop de Estados Unidos y el número 5 en la lista de R&B, incluido más tarde en su álbum de 1972 Young, Gifted and Black.
La canción "No Shoe Strings on Louise" tenía la intención (como homenaje o parodia) de sonar como una canción de los Rolling Stones.

## Lista de canciones
Todas las canciones escritas por Elton John y Bernie Taupin.

### Lado uno
1. "Your Song" – 4:02
2. "I Need You to Turn To" – 2:34
3. "Take Me to the Pilot" – 3:50
4. "No Shoe Strings on Louise" – 3:32
5. "First Episode at Hienton" – 4:50

### Lado dos
1. "Sixty Years On" – 4:36
2. "Border Song" – 3:23
3. "The Greatest Discovery" – 4:14
4. "The Cage" – 3:30
5. "The King Must Die" – 5:24

### Bonus tracks (Reedición de 1995 Mercury y 1996 Rocket)
1. "Bad Side of the Moon" – 3:15
2. "Grey Seal" [Original version] – 3:35
3. "Rock n' Roll Madonna" – 4:17

### Bonus tracks (Deluxe edition 2008)
1. "Your Song" [Piano demo] – 3:35
2. "I Need You to Turn To" [Piano demo] – 2:12
3. "Take Me to the Pilot" [Piano demo] – 2:36
4. "No Shoe Strings on Louise" [Piano demo] – 3:33
5. "Sixty Years On" [Piano demo] – 4:21
6. "The Greatest Discovery" [Piano demo] – 3:58
7. "The Cage" [Piano demo] – 3:21
8. "The King Must Die" [Piano demo] – 5:24
9. "Rock n' Roll Madonna" [Piano demo] – 3:11
10. "Thank You Mama" – 3:20
11. "All the Way Down to El Paso" – 2:49
12. "I'm Going Home" – 3:05
13. "Grey Seal" [Piano demo] – 3:19
14. "Rock n' Roll Madonna" [Alternate take] – 2:55
15. "Bad Side of the Moon" – 3:13
16. "Grey Seal" [Original Version] – 3:36
17. "Rock n' Roll Madonna" – 4:17
18. "Border Song" [BBC session] – 3:21
19. "Your Song" [BBC session] – 4:01
20. "Take Me to the Pilot" [BBC session] – 3:33

En el álbum lanzado en Portugal, se utilizó en la introducción a "The Greatest Discovery" que se encuentra en todas las demás versiones.
Cuando MCA Records reeditó este álbum en casete en la década de 1980, "I Need You to Turn To" y "The Cage" fueron intercambiadas en el álbum orden de marcha.
La versión original en alemán de 1970 se abre con la canción "Rock and Roll Madonna", y la canción "I Need You to Turn To" no aparece en el LP. El resto de las pistas y la orden de marcha son los mismos que el lanzamiento en todo el mundo.
El álbum fue remasterizado como multicanal Super Audio CD en 2004.

## Lado-B
| Canción                    | Formato                      |
| -------------------------- | ---------------------------- |
| "Bad Side of the Moon"     | "Border Song" 7" (EE. UU.)   |
| "Into the Old Man's Shoes" | "Your Song" 7" (Reino Unido) |

## Premios
Grammy Awards
| Año  | Nominado/trabajo | Premio                                   | Resultado |
| ---- | ---------------- | ---------------------------------------- | --------- |
| 1971 | Elton John       | Álbum del año                            | Nominado  |
| 1971 | Elton John       | Mejor interpretación vocal pop-masculina | Nominado  |

## Certificaciones
| Región                                    | Certificación | Unidades/ventas |
| ----------------------------------------- | ------------- | --------------- |
| Recording Industry Association of America | Oro           | 500,000         |